# Parc Hayarkon
Le parc Hayarkon est un parc urbain situé à Tel Aviv en Israël qui a été ouvert en 1973. 
Plusieurs concerts et évènements culturels ont eu lieu dans le parc. Il est traversé par le Yarkon.

## Concerts

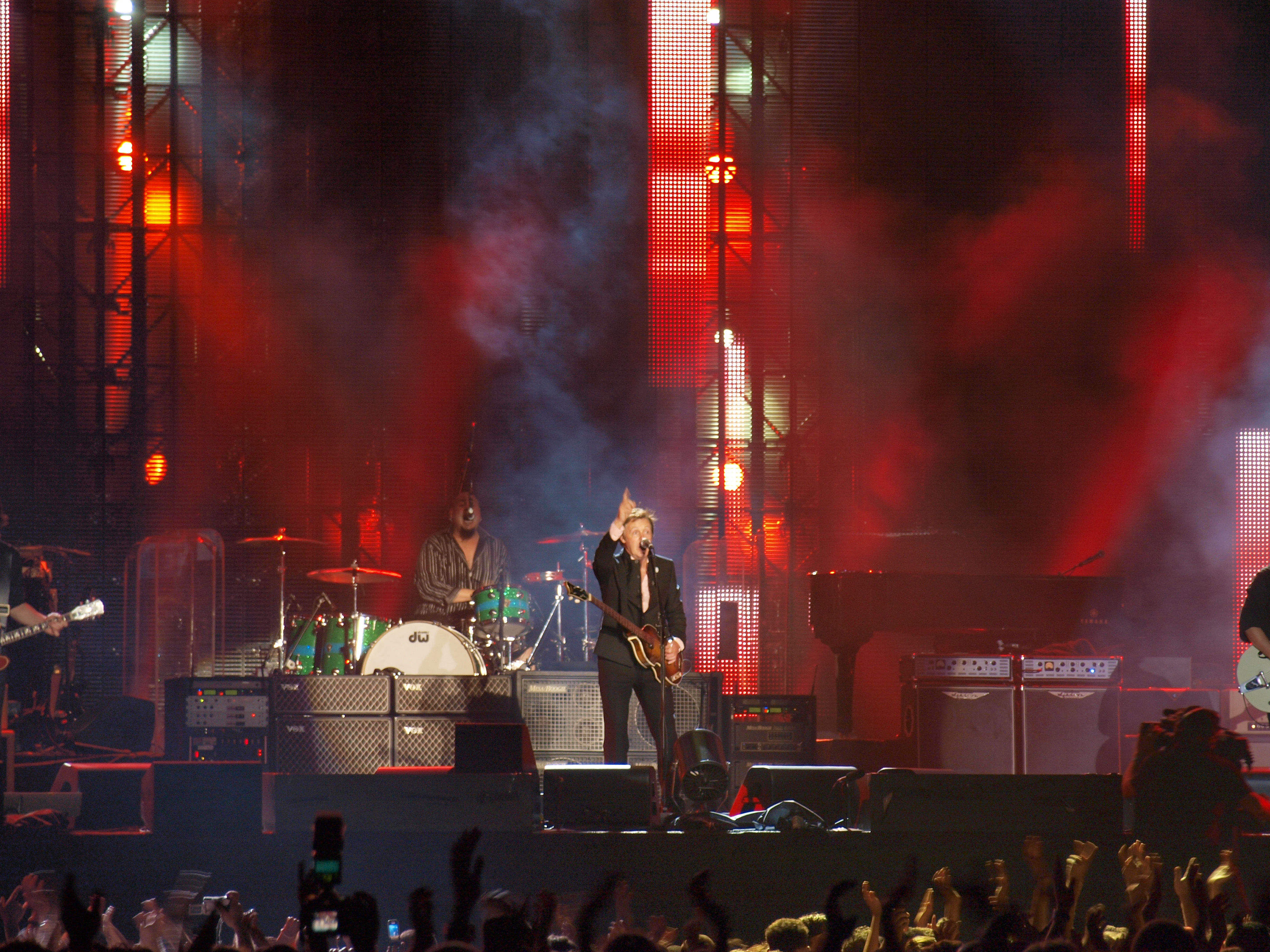
Paul McCartney en concert en 2008.

L'opéra italien La Scala a offert un concert gratuit réunissant 100 000 spectateurs pour le Requiem de Verdi dans le cadre des festivités du centenaire de la ville de Tel Aviv.
La chanteuse américaine Britney Spears s'est produite dans le parc le 3 juillet 2017 dans le cadre de son Britney : Live in Concert. Une foule de plus de 60 000 personnes y a assisté, ce qui en fait la 3e artiste à avoir vendu le plus de billets pour un concert en Israël après Michael Jackson et Madonna. En raison du concert, le Parti travailliste israélien a retardé d'un jour l'élection d'un nouveau président. Il était initialement prévu pour le 3 juillet, le même jour que le concert de Britney Spears, mais les responsables du parti craignaient les embouteillages et que les membres du parti choisissent le concert plutôt que de trouver un bureau de vote.